# Nipponomysis sandoi
Nipponomysis sandoi är en kräftdjursart som först beskrevs av Ii 1964.  Nipponomysis sandoi ingår i släktet Nipponomysis och familjen Mysidae. Inga underarter finns listade i Catalogue of Life.